# Roberto Blades
Roberto Blades Bellido de Luna (Ciudad de Panamá; 2 de julio de 1962) es un cantautor y músico panameño de  salsa que desarrolló la mayor parte de su carrera en los Estados Unidos. Es hermano del también cantautor y músico de salsa Rubén Blades.
Blades se volvió seriamente envuelto en la música tras echar a perder su plan de unirse a la Fuerza Aérea de los Estados Unidos. En 1981, en Miami, unos músicos se le sumaron para formar una orquesta tropical llamada La Inmensidad y lideraron las listas musicales con «Lágrimas» y «Ya no regreso contigo» poco después.
Después de asociarse con el empresario de música latina Emilio Estefan Jr., el productor y compositor Roberto Blades logró su primer premio Grammy por su trabajo junto con Gloria Estefan y Marc Anthony, y el primero como solista por Encore, una colección de sus grandes éxitos.
Sus canciones más populares son «Ya no regreso contigo», «Lágrimas», «Casco», «Señora», «María», «Detalles», «El artista famoso» (con la Orquesta Inmensidad), «Si estuvieras conmigo», «Flor dormida», «Llorarás», «Poquita fé », «Víctima de afecto» y «No te puedo apartar».

## Discografía

### Con Orquesta Inmensidad
- Inmensidad (Fania, 1982).
- Alegría (Fania, 1983, Barbaro, CD Reissue, 1993).
- La salsa de hoy (Fania, 1984, Fania Special, CD Reissue 1996, Fania, CD Remastered 2006).
- Alegrando el mundo (Fania, 1987, CD Reissue, Fania, 1994, Fania, CD Remastered 2000).
- ¡Déjala que suene! (Fania, 1990).
- Alegre y divertido (Fania, 1992).
- Cantan Roberto Blades & Yindo Rodríguez (Fania Special, 1996).

### En solitario
- Tempestad (Fania, 1986).
- Haciendo música (Fania, 1987).
- Viviendo (Fania, 1989).
- Veo, siento y canto (AM, 1991).
- A buena hora (EMI, 1997).
- Encore (Líderes, 2001).